# Flowing Tears
Flowing Tears byla německá gothic metalová skupina založená v roce 1994 ve Wadgassenu pod názvem Flowing Tears & Withered Flowers. V roce 1999 došlo ke zkrácení názvu. Původní tvorba byla orientována částečně i do doom metalu.

## Biografie
V roce 1994 založili Benjamin Buss, Manfred Bersin, Björn Lorson, Christian Zimmer a Frederic Lesny kapelu s názvem Flowing Tears & Withered Flowers. Björn Lorson z kapely odešel o rok později. Pod svým prvním jménem nahráli v roce 1995 demo s názvem Bijou a poté dvě studiová alba: Swansongs (1996) a Joy Parade (1998). Na nahrávce Swansongs zastával mužské vokály Manfred Bersin. Později v roce 1999 vyšlo i EP jménem Swallow.

Po vydání EP Swallow kapela zkrátila své jméno na Flowing Tears.
Roku 2000 vychází album Jade, které produkoval Waldemar Sorychta (Tiamat, The Gathering, Samael, Moonspell). Po vydání následovalo turné, kdy Flowing Tears dělali předkapelu i My Dying Bride a The Gathering. Dále kapela předskakovala i na turné kapele Therion a tak , i díky množství navštívených festivalů, vešla ve známost po celé Evropě.
S vydáním alba Serpentine v roce 2002 kapela navazovala na práci, kterou vynaložila na albu Jade, zrychlováním tempa písní a přidáváním méně melancholického zvuku skladeb. Následovalo společné turné s kapelami Tiamat a Moonspell.

Poté, co vyšlo Serpentine, kapelu opustila zpěvačka Stefanie Duchêne (na jaře 2003) kvůli osobním důvodům. Novou vokalistkou se tak stala Helen Vogt, která s kapelou zpívá dosud. 

S Helen zanedlouho skupina vydala již páté studiové album Razorbliss, které tak mělo podobný zvuk jako album Serpentine, částečně i díky podobnosti Helenina hlasu s hlasem Stefanie.
V dubnu a květnu 2004 vyjela kapela na turné se skupinou After Forever.

20. října 2004 (sedm měsíců po vydání Razorbliss) potkala Flowing Tears tragédie: při autonehodě zemřeli dva zakládající členové kapely, Björn Lorson a Cristian Zimmer, který v té době se skupinou stále hrál.
Po dlouhé odmlce, v říjnu 2008, bylo nahráno další album: Thy Kingdom Gone. Obal, jakožto i celkovou grafiku alba, má na svědomí Seth Siro Anton, umělec, který pracoval i pro Moonspell, Soilwork či Paradise Lost.
Nyní si skupina dává pauzu (částečně z rodinných důvodů členů a i proto, že Benjamin s Davidem se věnují spíše hraní v Powerwolf). Helen Vogt v březnu 2014 oznámila, že Thy Kingdom Gone by mohlo být posledním albem kapely a to i přes to, že o rok dříve zveřejnila na svém Facebooku, že by jednoho dne ráda s Flowing Tears vydala další album.

## Členové

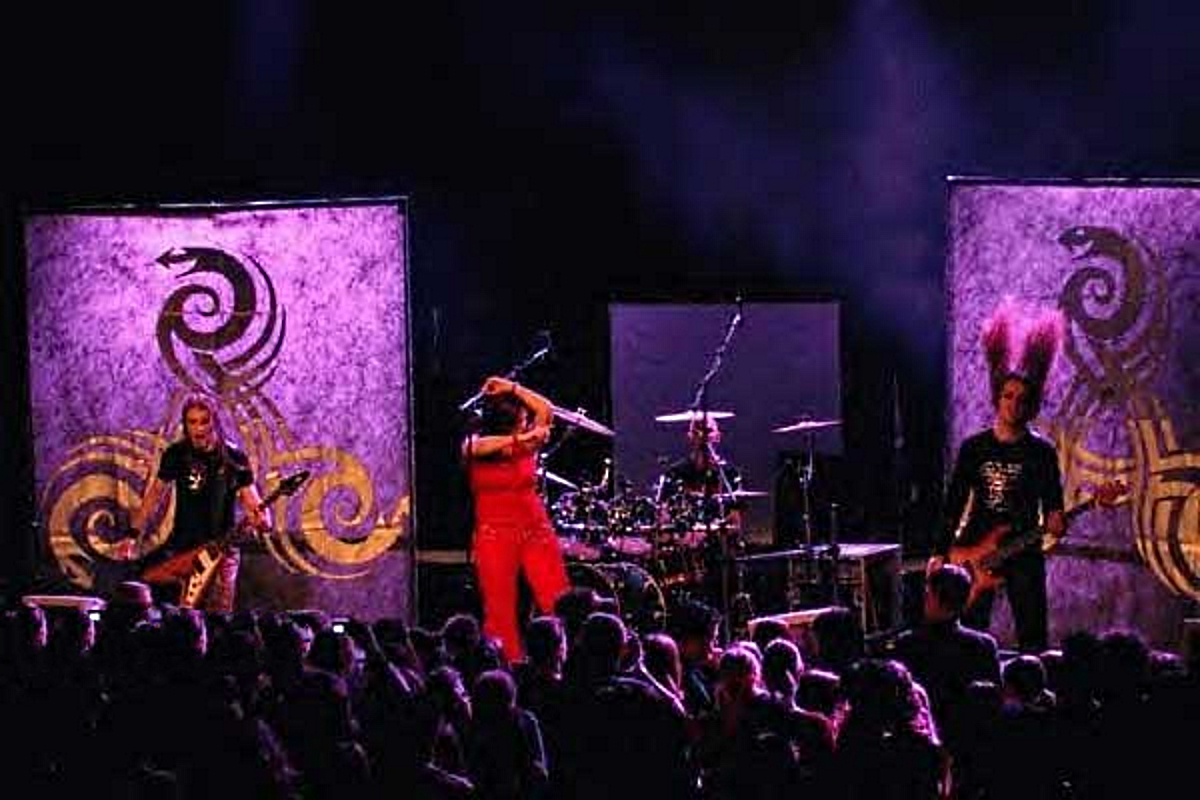
Flowing Tears v roce 2004

### Poslední formace
- Helen Vogt - vokály (2004–2014)
- Benjamin Buss - kytara, programování, klávesy (1994–2014)
- David Vogt - Basová kytara (2007–2014)
- Stefan Gemballa - bicí (2002–2014)

### Bývalí členové
- Lena Fischer – klávesy (1994–c. 1995)
- Björn Lorson – kytara (1994–1995)
- Manfred Bersin – vokály (1994–1996); kytara (1996–c. 1999)
- Christian Zimmer – bicí (1994–1997) - zesnulý
- Stefanie Duchêne – vokály (1998–2004)
- Eric Hilt – bicí (1998–2000)
- Mike Voltz – klávesy (2000)
- Frédéric Lesny – basová kytara (1996–2007)

## Diskografie
Na albech, vydaných do roku 1999 včetně, je skupina uvedena jako Flowing Tears & Withered Flowers.
Dema
- Bijou (1995)

EP
- Swallow (1999)

Studiová alba
- Swansongs (1996)
- Joy Parade (1998)
- Jade (2000)
- Serpentine (2002)
- Razorbliss (2004)
- Thy Kingdom Gone (2008)

Živá alba
- Invanity - Live in Berlin (2007)